# 誰も知らない (嵐の曲)
『誰も知らない』（だれもしらない）は、日本の男性アイドルグループ・嵐の通算44枚目となるシングル。2014年5月28日にジェイ・ストームから発売された。

## 解説
本作は通常盤と初回限定盤があり、初回限定盤には歌詞ブックレットと「誰も知らない」のビデオクリップが収録されたDVDが付属となっている。
シングル表題曲の題名が歌詞に登場するのは「果てない空」以来約3年半ぶりである。
大野智が主演したドラマ「死神くん」の主題歌であり、前作に続いて、11作連続のドラマ主題歌である。

## チャート成績
「誰も知らない」のシングルCDは、2014年6月9日付オリコン週間シングルチャートにおいて初登場で1位にランクインした。同チャートにおける嵐のシングルの1位獲得は「PIKA★★NCHI DOUBLE」から33作連続、通算40作目となり、B'zに次ぐ史上2組目となる通算40作の1位獲得を達成した。初動売上は約46.2万枚となり、累計売上は52万枚。

## 収録曲
ジェイ・ストームの公式サイトにおける紹介ページをもとに記述。

### CD

#### 通常盤
1. 誰も知らない
作詞：mfmsiQ, SQUAREF, John World, 作田雅弥
作曲：TAKUYA HARADA, Joakim Bjornberg, Christofer Erixon, BJ khan
編曲：佐々木博史, BJ khan
  - 大野智主演 テレビ朝日系金曜ナイトドラマ『死神くん』主題歌[6]

第81回ザテレビジョンドラマアカデミー賞でドラマソング賞を受賞した[7]。
2. Keep on tryin'
作詞・作曲：GK, TOM
編曲：GK
3. ミラクル・サマー
作詞：Macoto56
作曲：Christofer Erixon, Joakim Bjornberg, 川口進
編曲：metropolitan digital clique
4. 誰も知らない（オリジナル・カラオケ）
5. Keep on tryin'（オリジナル・カラオケ）
6. ミラクル・サマー（オリジナル・カラオケ）

#### 初回限定盤
1. 誰も知らない
2. おかえり
作詞・作曲：杉山勝彦
編曲：石塚知生
3. おかえり（オリジナル・カラオケ）

### DVD
※初回限定盤のみ
1. 「誰も知らない」ビデオ・クリップ

PVの監督は、「A・RA・SHI」「a Day in Our Life」「Step and Go」「Endless Game」など多く手掛けた川村ケンスケ。

## 収録アルバム
- THE DIGITALIAN（#1）
- 5×20 All the BEST!! 1999-2019（#1）
- ウラ嵐BEST 2012-2015（初回限定盤#2, 通常盤#2, 3）

## 映像作品
誰も知らない
- ARASHI BLAST in Hawaii
- ARASHI LIVE TOUR 2014 THE DIGITALIAN